# Tatra T4
Tatra Т4 (укр. Татра Т4) — односторонній трамвайний вагон, що серійно випускався підприємством «ČKD Tatra». Вагон є спорідненою моделлю вагона Tatra T3 проте зі зменшеною шириною кузова (2200 мм). Вагони даного типу, що експлуатувалися в НДР, СРСР, Румунію та Югославії, відомі під марками T4D, T4SU, T4R та T4YU відповідно. Оригінальна модифікація вагона розроблена в 1958 році і випускалася як в оригінальному вигляді, так і в модернізованих варіантах.

## Модифікації
Традиційно для вагонів марки «Tatra», Т4 модифікувалися окремо для кожної країни, в яку поставлялися. Від цього залежить перша буква приставки. Інші символи означають модифікації вагонів що капітальні ремонти на інших заводах.
- Tatra T4D — моторний вагон, що вироблявся для Німецької Демократичної Республіки. Такі вагони працювали/працюють на вулицях чотирьох міст: Дрездена, Галле, Лейпцига та Магдебурга. Вагон має 26 місць для сидіння і 88 для стояння. Між 1968 і 1986 роками було введено в експлуатацію 1766 вагонів. Модель має багато модифікацій, як заводських, так і паркових: Tatra T4DC (в Галле), Tatra T4DM (в Лейпцигу), Tatra T4DMS (в Дрездені).
- Tatra T4SU — моторний вагон, що вироблявся для СРСР. У Радянському Союзі вагони експлуатувалися в мережах, максимальна ширина вагонів на яких була обмежена 2,20 м. Від типових вагонів Tatra T4D та Т4YU відрізняються великою перегородкою між салоном та кабіною водія.
- Tatra T4R — моторний вагон, що вироблявся для Румунії. Вагони, технічно не відрізнялися від тих, що постачалися в Радянський Союз.
- Tatra T4YU — моторна заводська модифікація, що вироблялася для Югославії. Постачання вагонів до Югославії почалося в 1967 році. Вперше експлуатація двох оригінальних вагонів T4 була розпочата в Белграді, але незабаром один з вагонів був відправлений назад на завод для розбирання, а другий вагон був перероблений в причіпний і відправлений у Халл. Приблизно в 1972 році дванадцять вагонів, вже з радянським обладнанням, знову були відправлені в Белград, де і пропрацювали аж до 1990-х років. Хорватське місто Загреб придбало 95 вагонів в період з 1977 по 1983 роки, більшість з яких експлуатуються і по сьогодні. Ці вагони по електричному обладнанню більш схожі на німецький варіант.
- Tatra B4D, Tatra B4YU — причіпний безмоторний вагон. Відмінність цих вагонів в тому, що в них відсутнє тягове високовольтне електричне обладнання та кабіна для водія.

У 1998 році в Бухаресті було здійснено спробу створити зчленований 6-ти дверний вагон з двох вагонів Т4. Новий вагон повинен був отримати назву «Bucur», але через недостатнє фінансування проєкт просувався повільно, і загальна кількість вироблених вагонів невідома, однак спочатку передбачалося модернізувати всі 130 наявних вагонів T4.

## Експлуатація

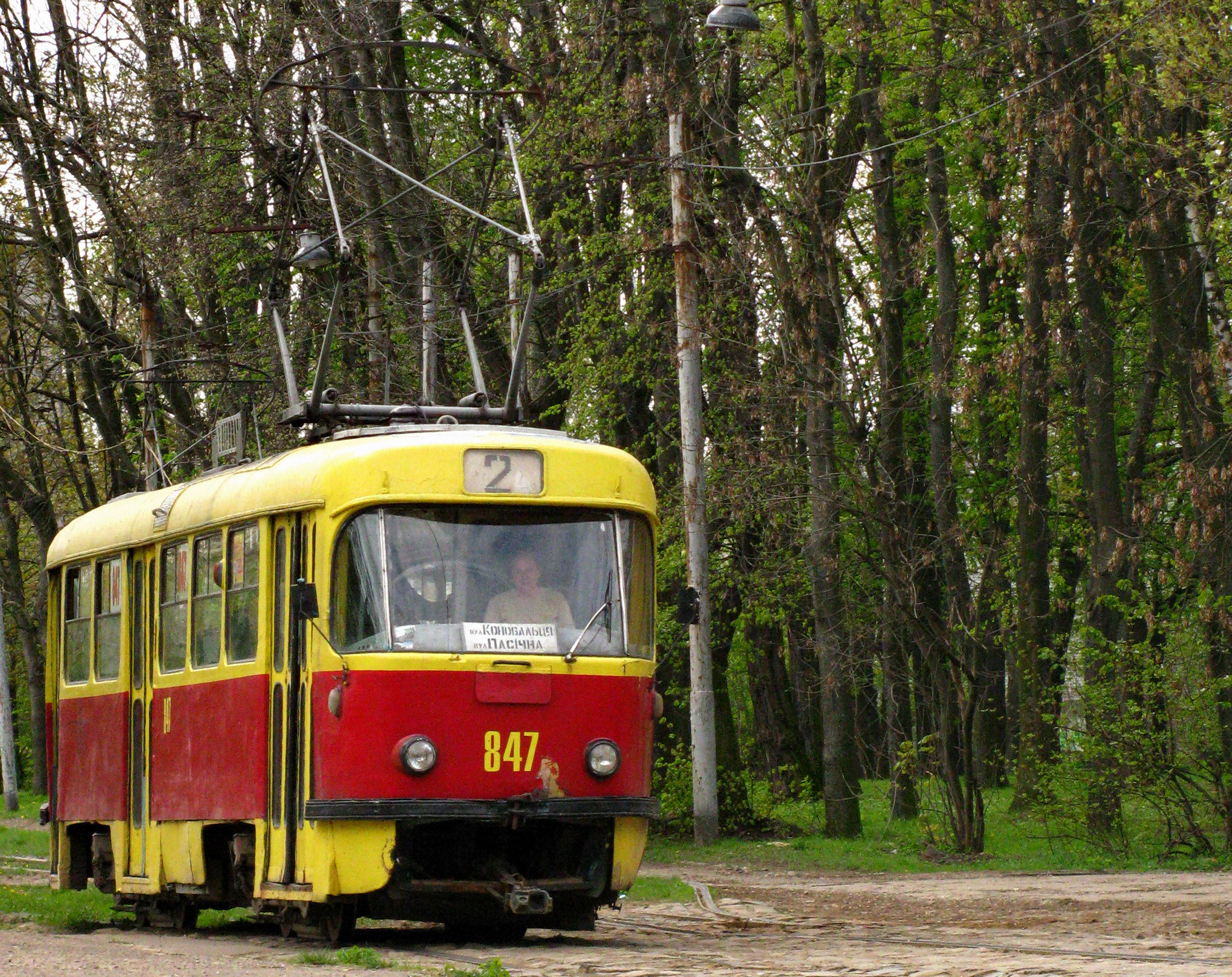
Tatra T4SU на вулиці Коновальця у Львові

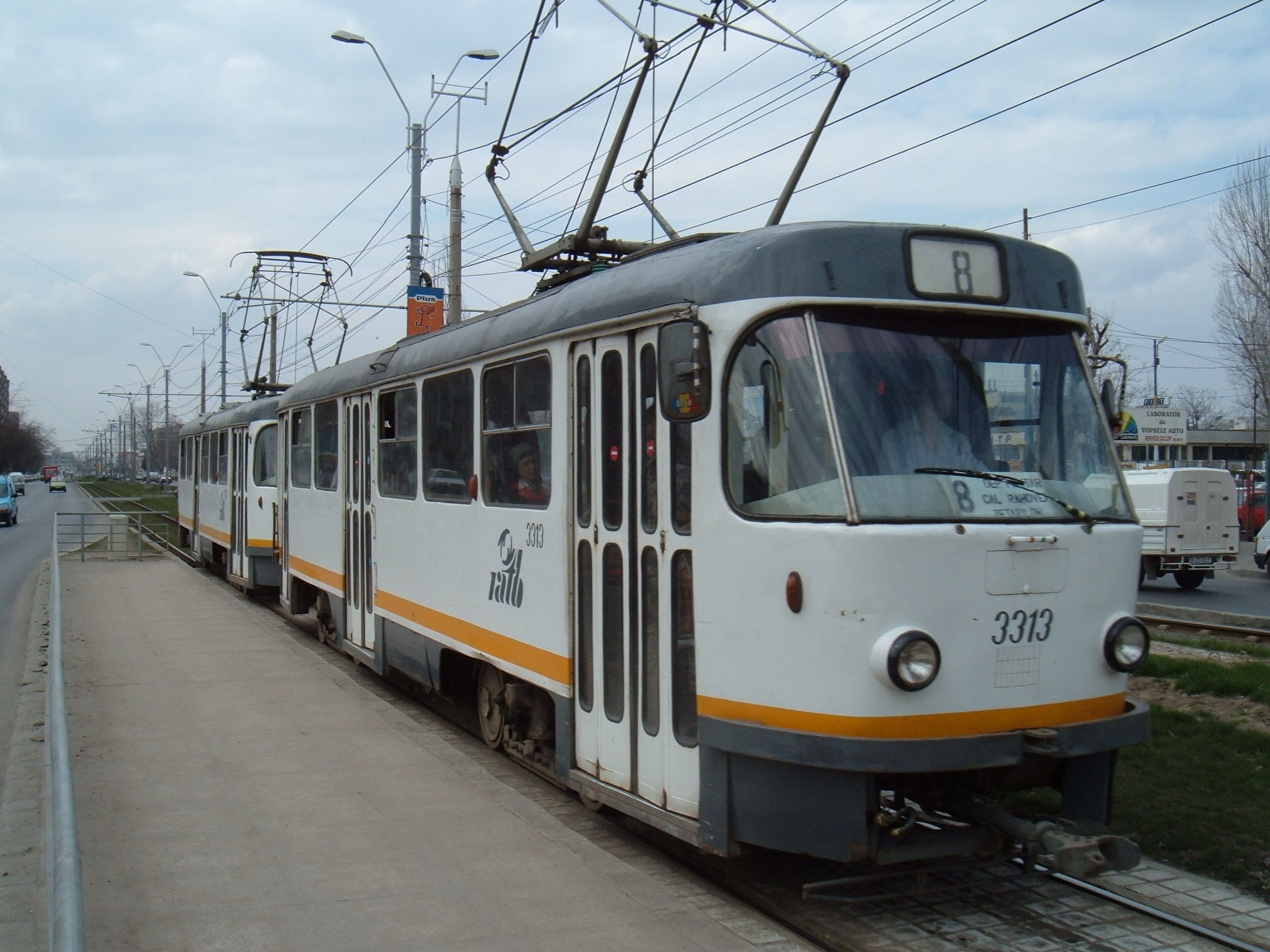
Tatra T4R у Бухаресті

У 2000-х роках колишні східнонімецькі міста, у зв'язку з оновленням рухомого складу, здійснювали активний розпродаж вагонів Tatra T4D. Всі вони перед цим пройшли ремонт у Німеччині, тому перебували у хорошому стані. Завдяки цьому порушилася заводська класифікація моделей. Такі вагони активно скуповували міста, такі як, зокрема, П'ятигорськ, Софія, Алмати та інші.

## Світлини

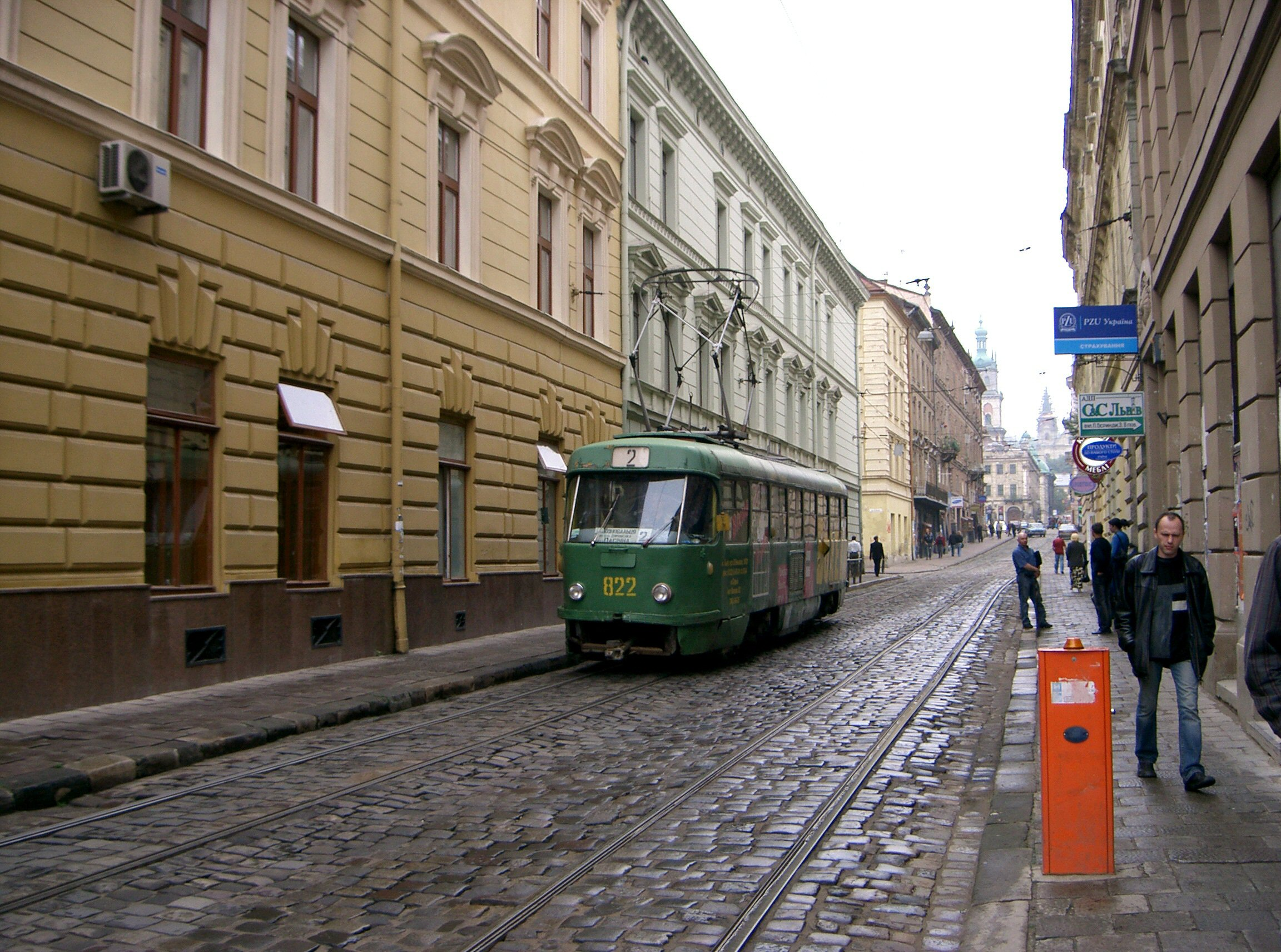
Tatra T4 в Львові
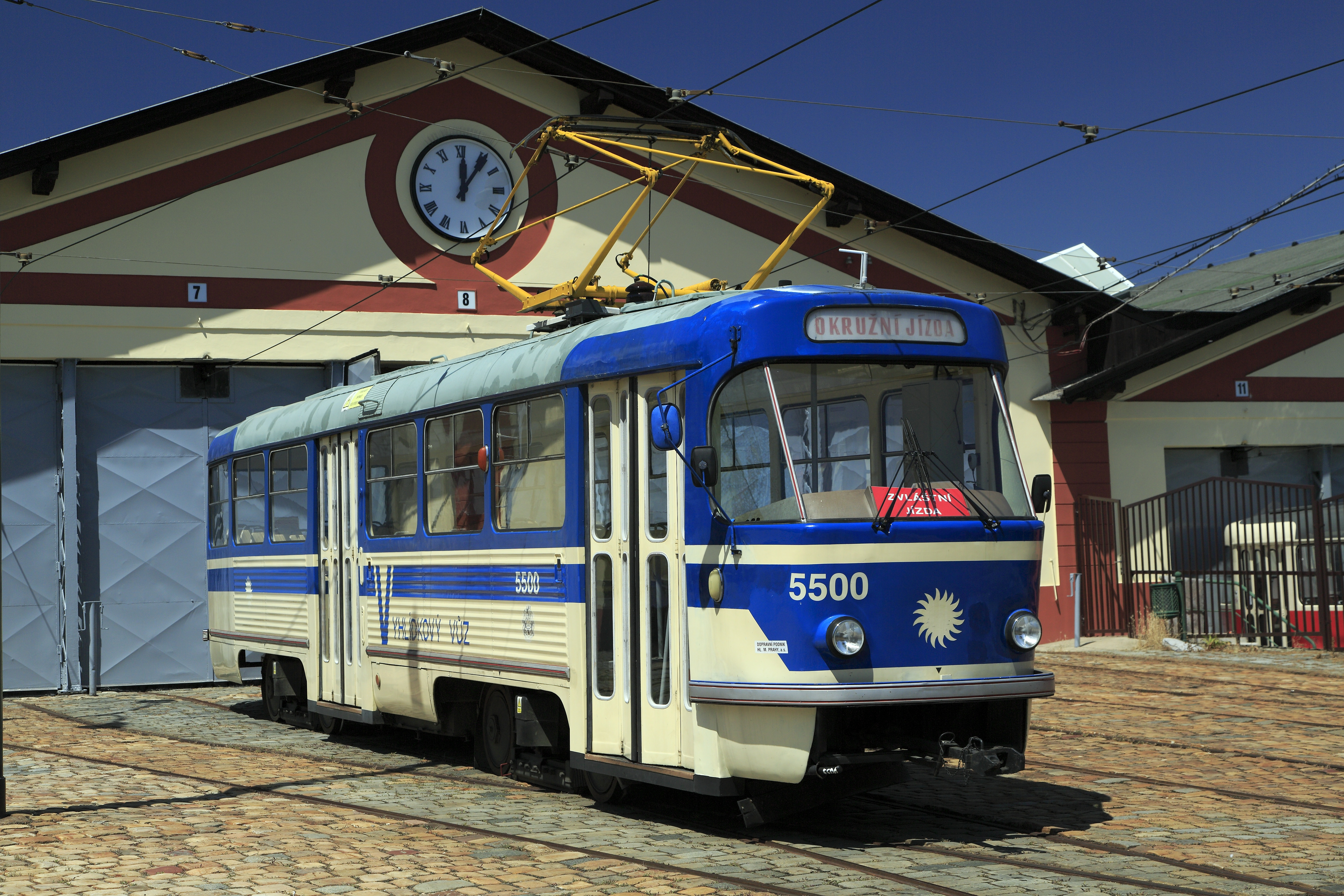
Tatra T4 в Празі
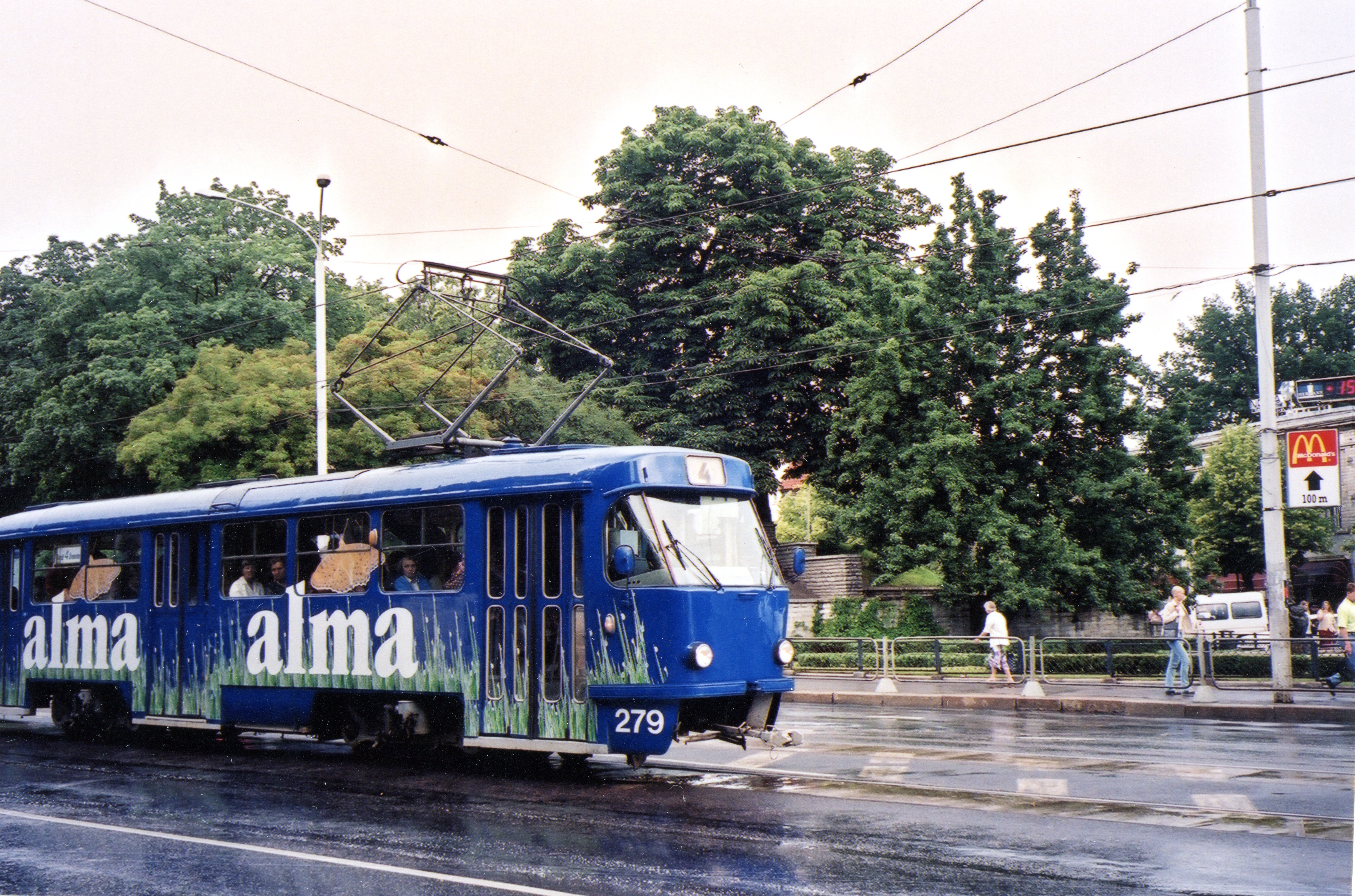
Tatra T4 в Талліні
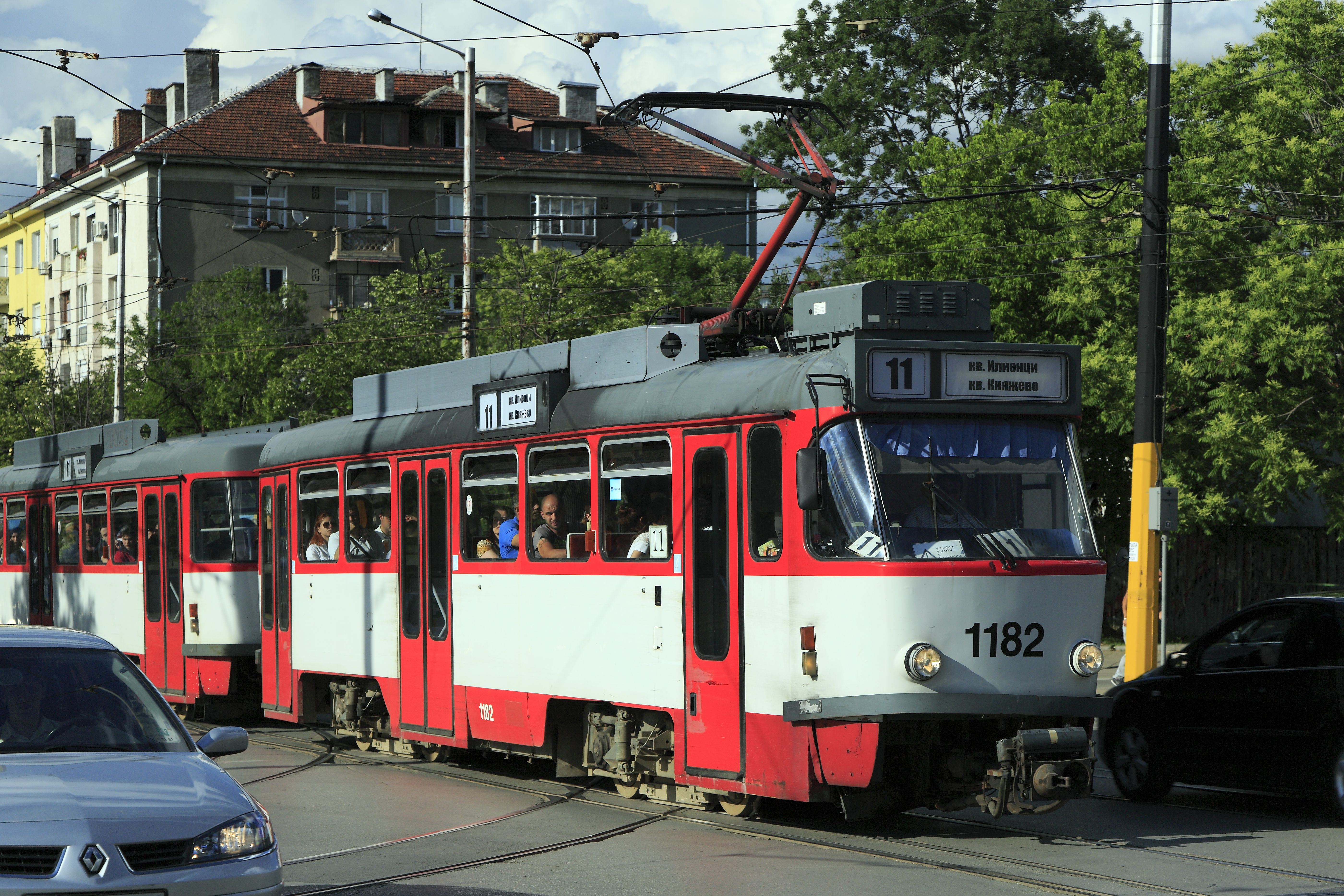
Tatra T4 в Софії
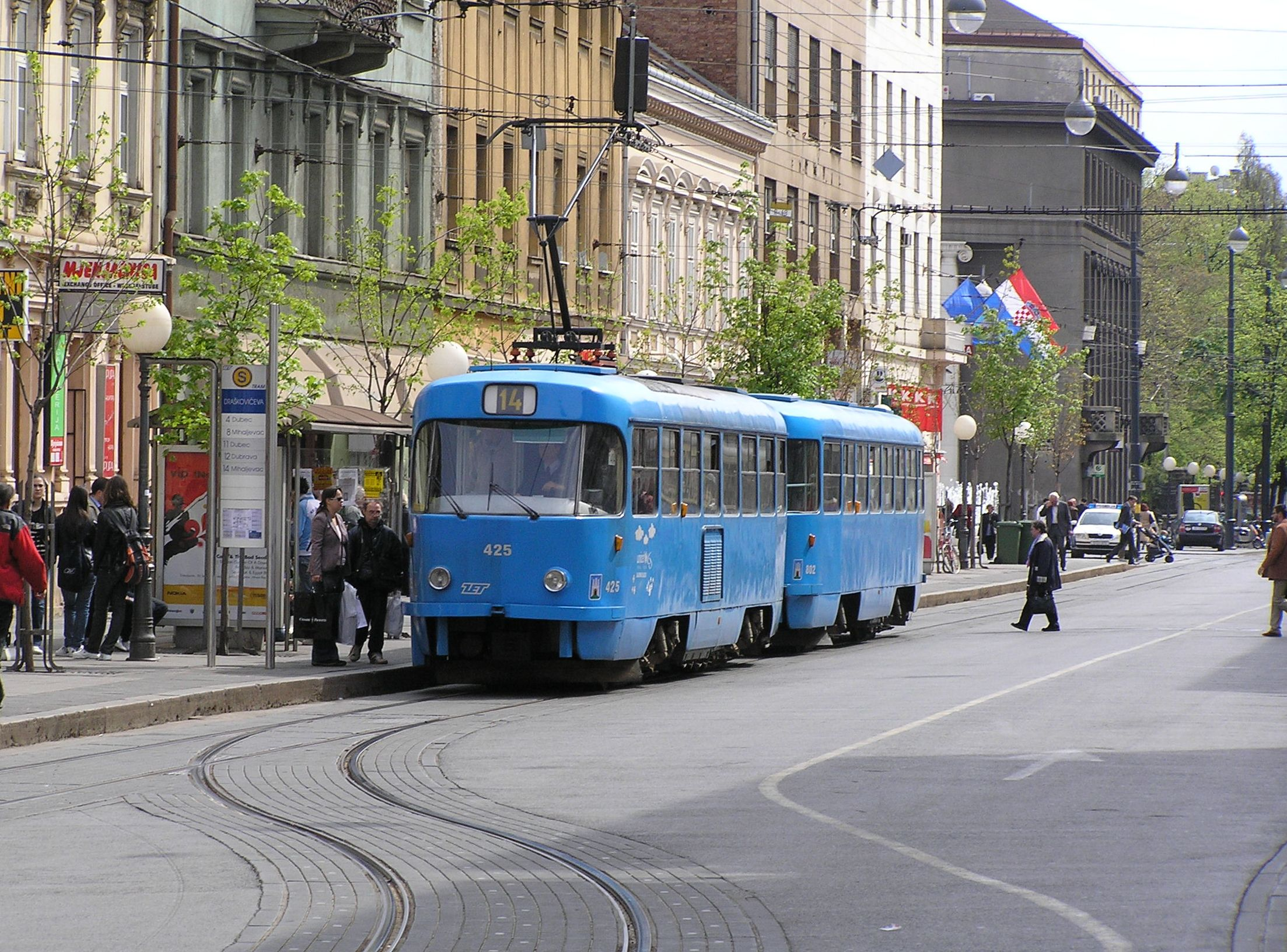
Tatra T4 в Загребі
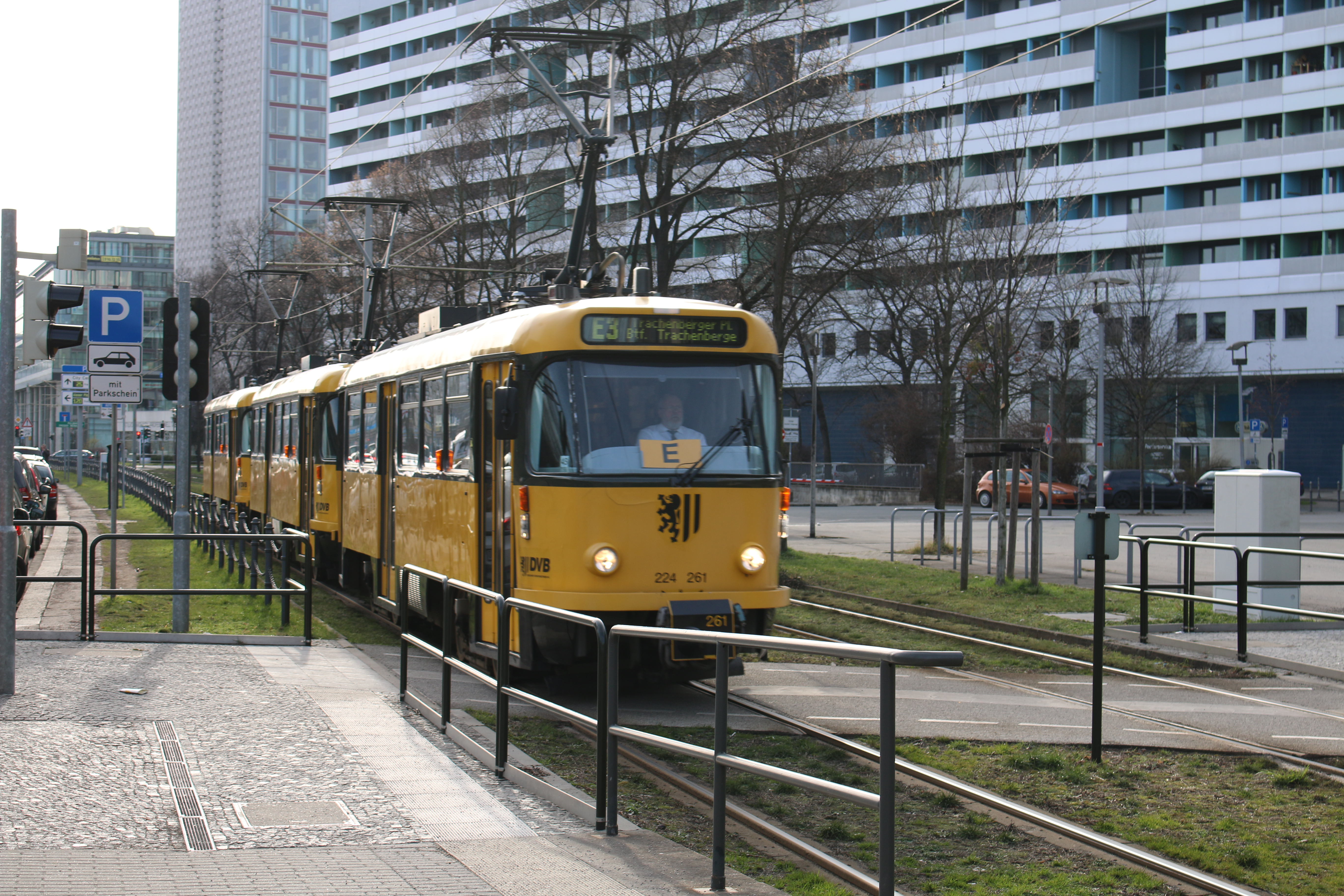
Tatra T4 в Дрездені
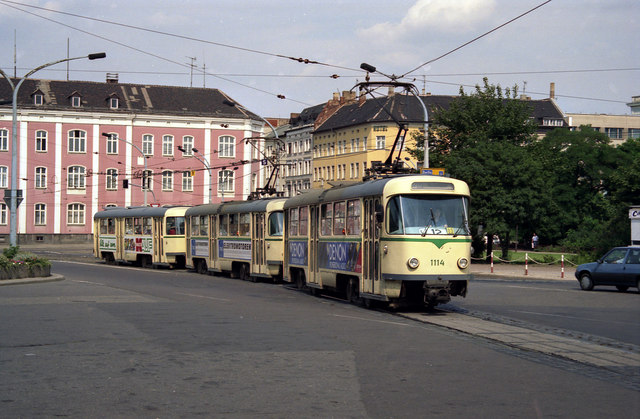
Tatra T4 в Магдебурзі
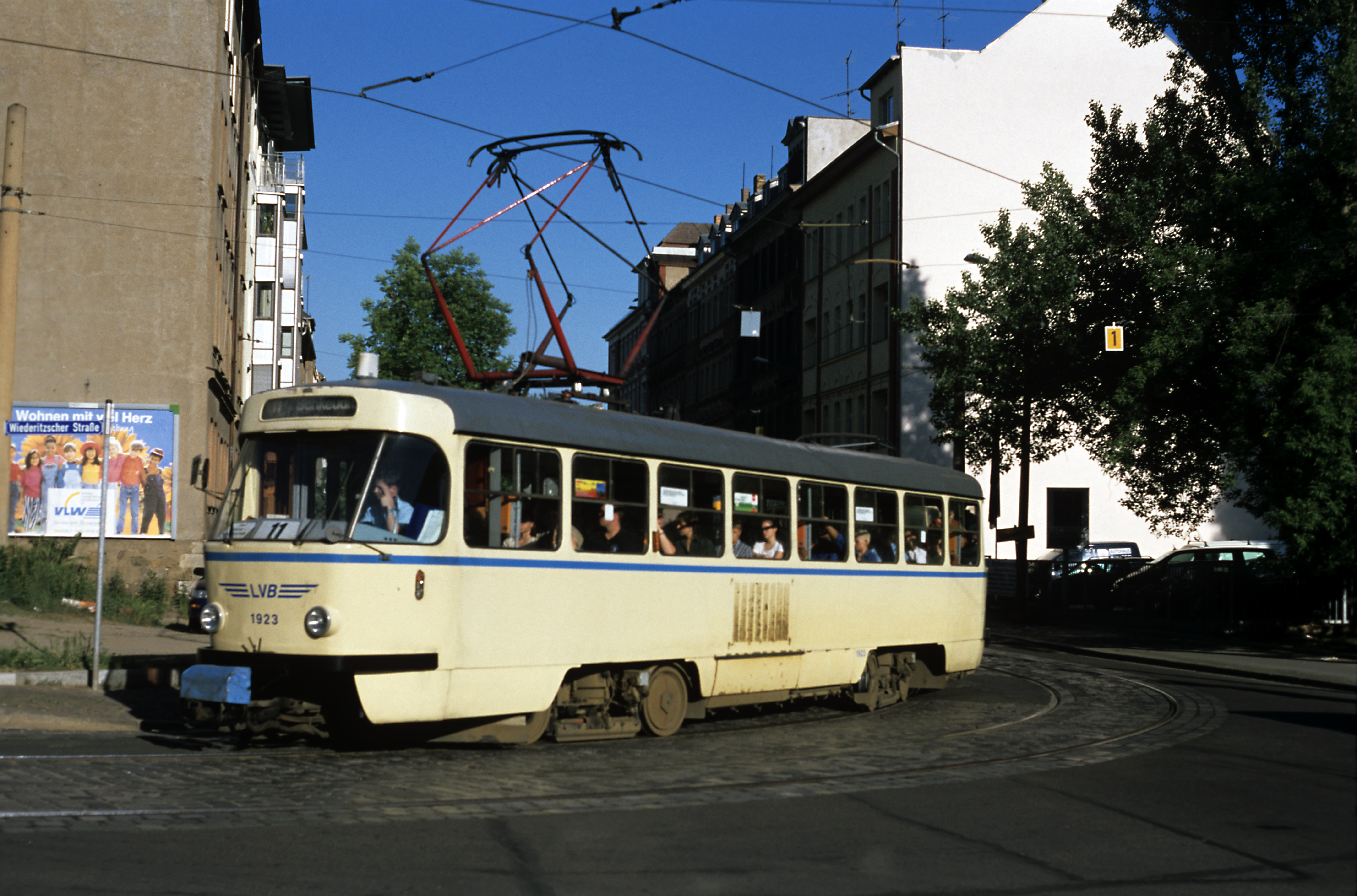
Tatra T4 в Лейпцизі
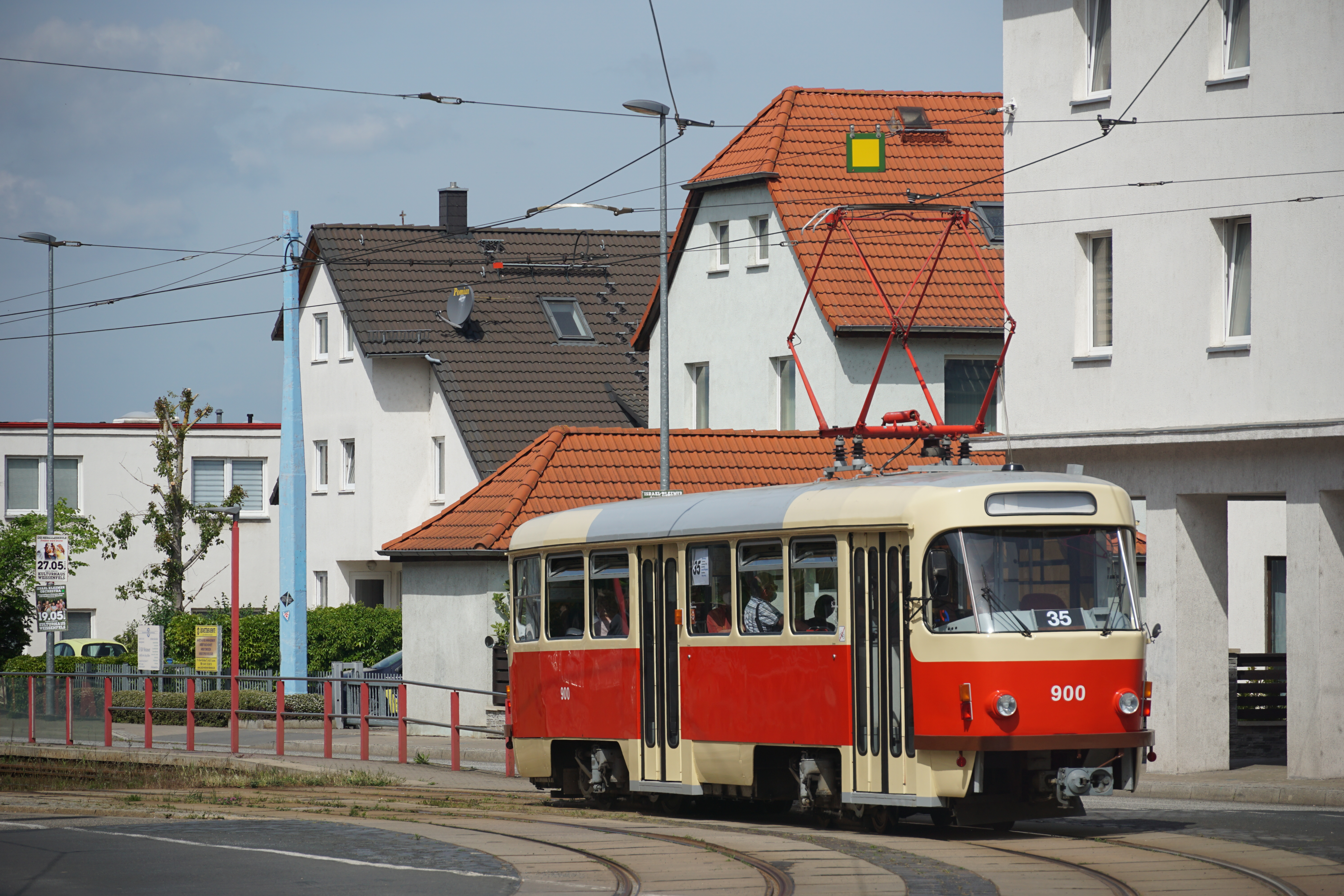
Tatra T4 в Голле
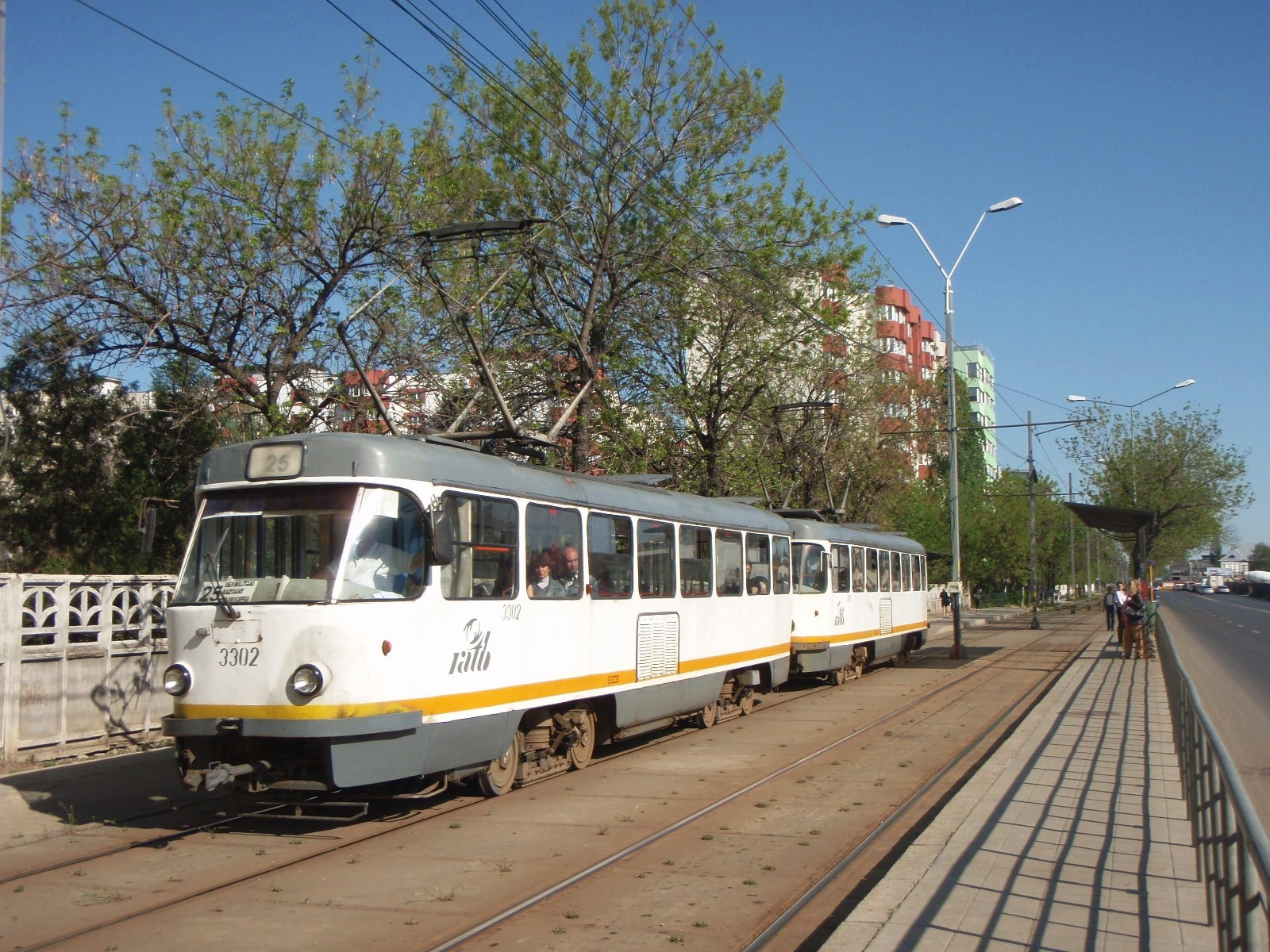
Tatra T4 в Бухаресті
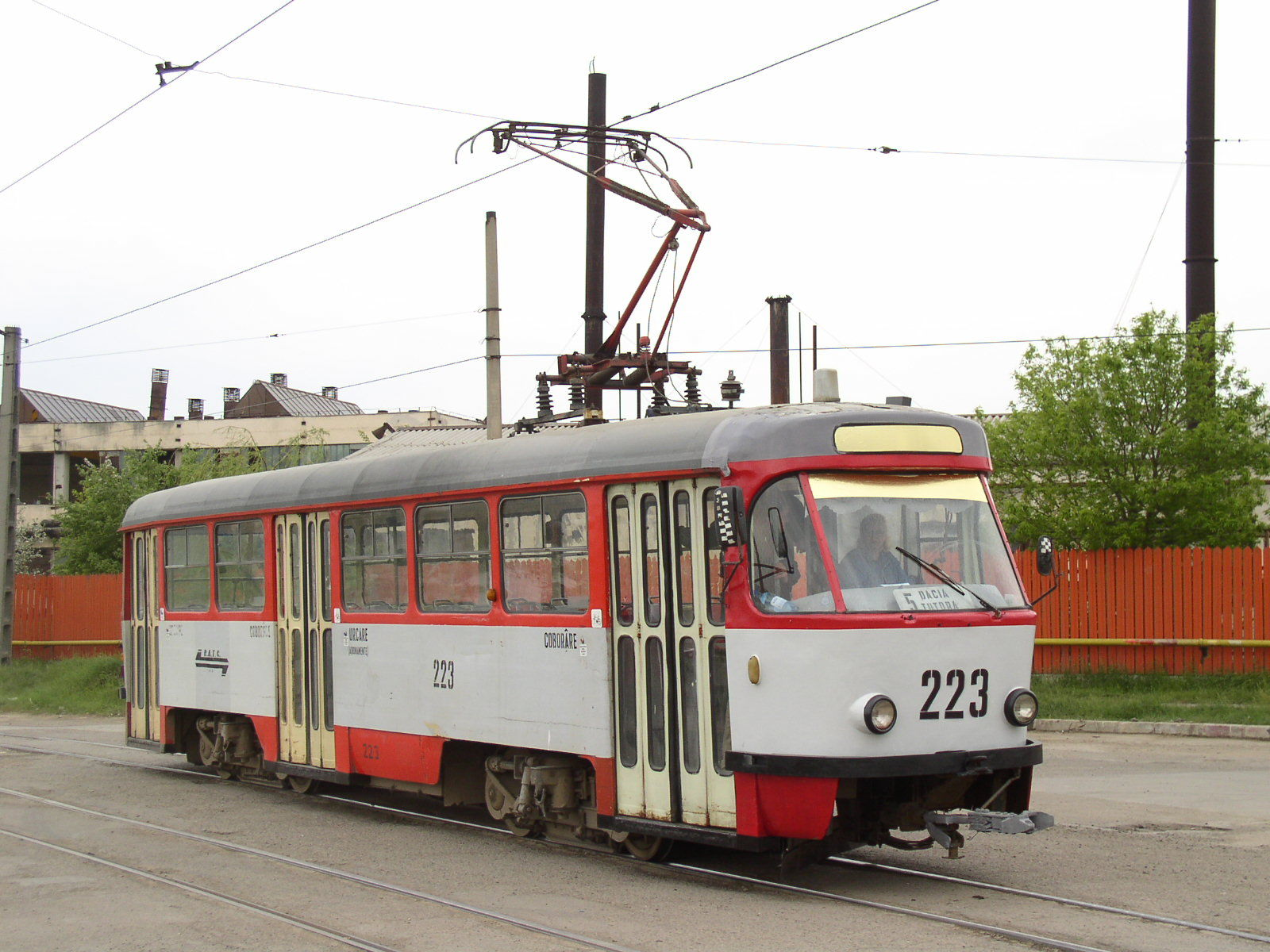
Tatra T4 в Яссах
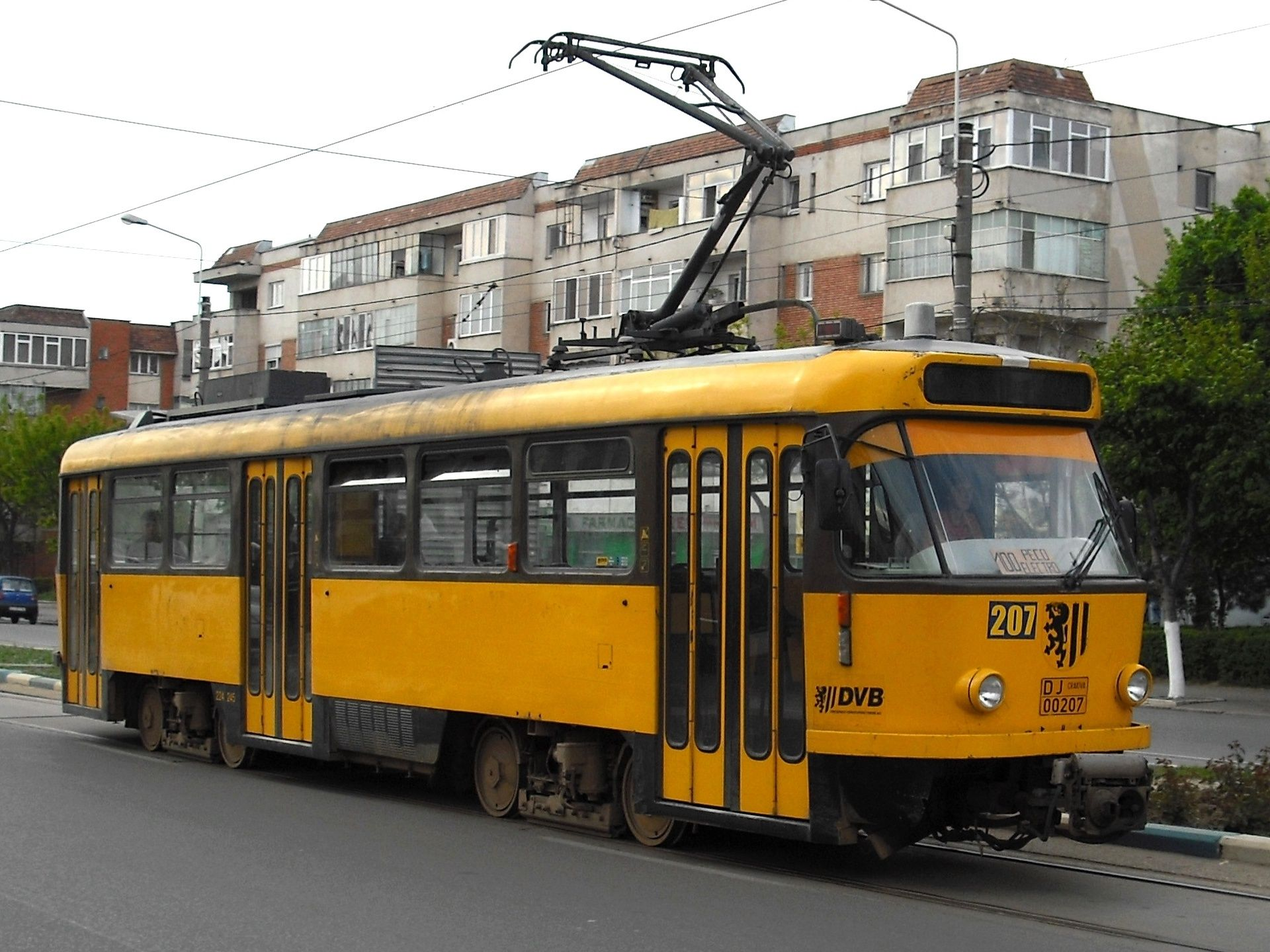
Tatra T4 в Крайові
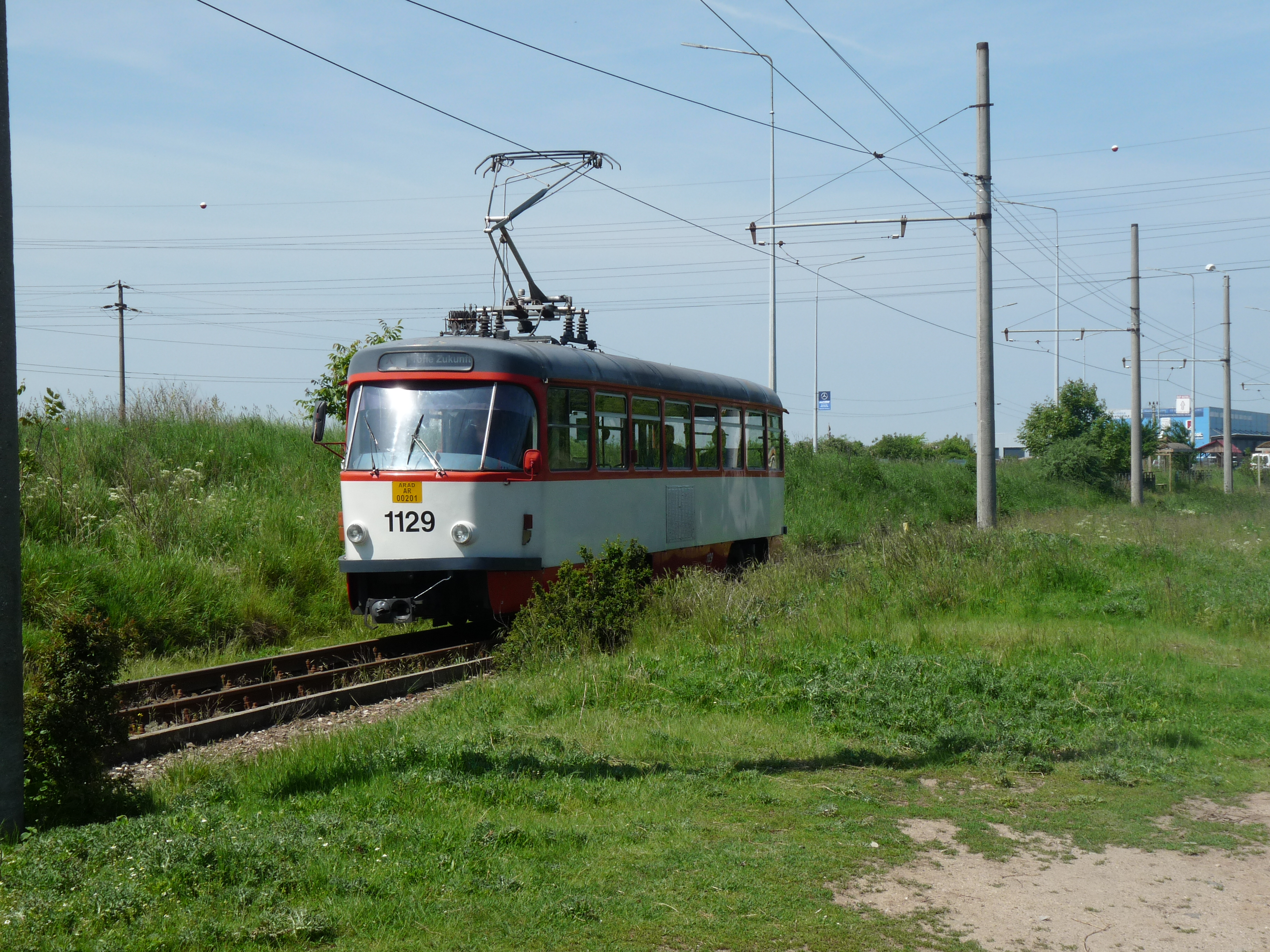
Tatra T4 в Араді
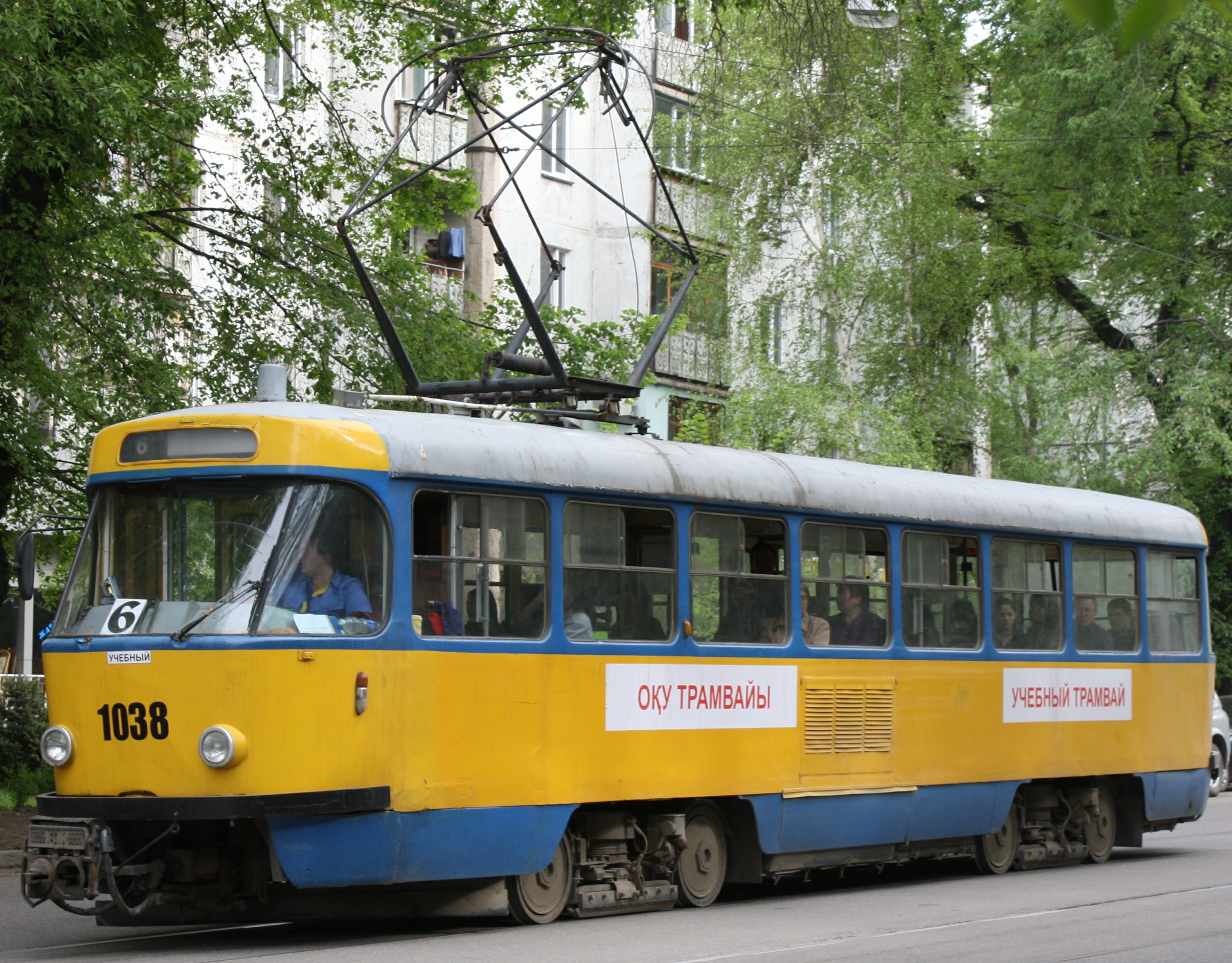
Tatra T4 в Алмати
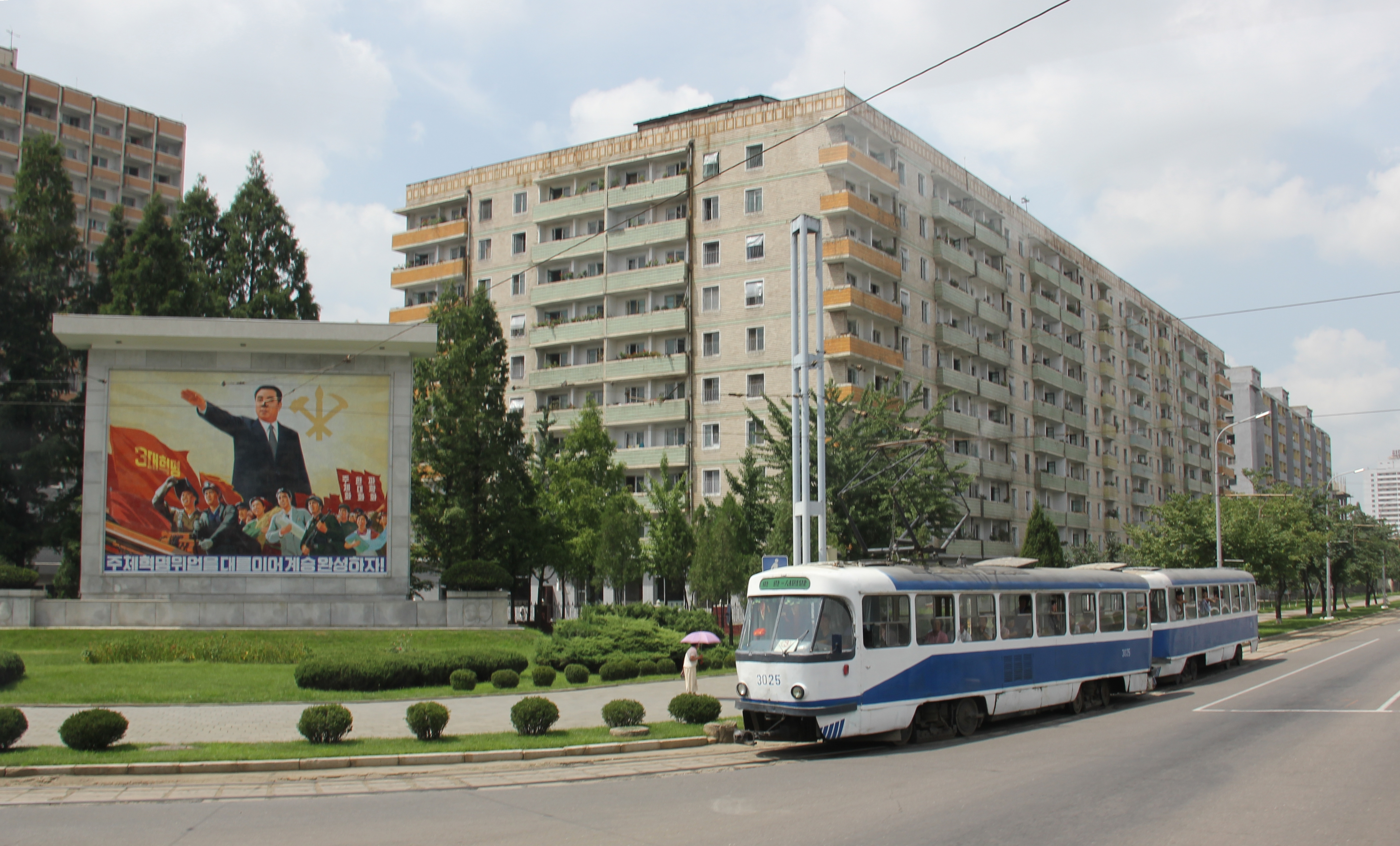
Tatra T4 в Пхеньяні
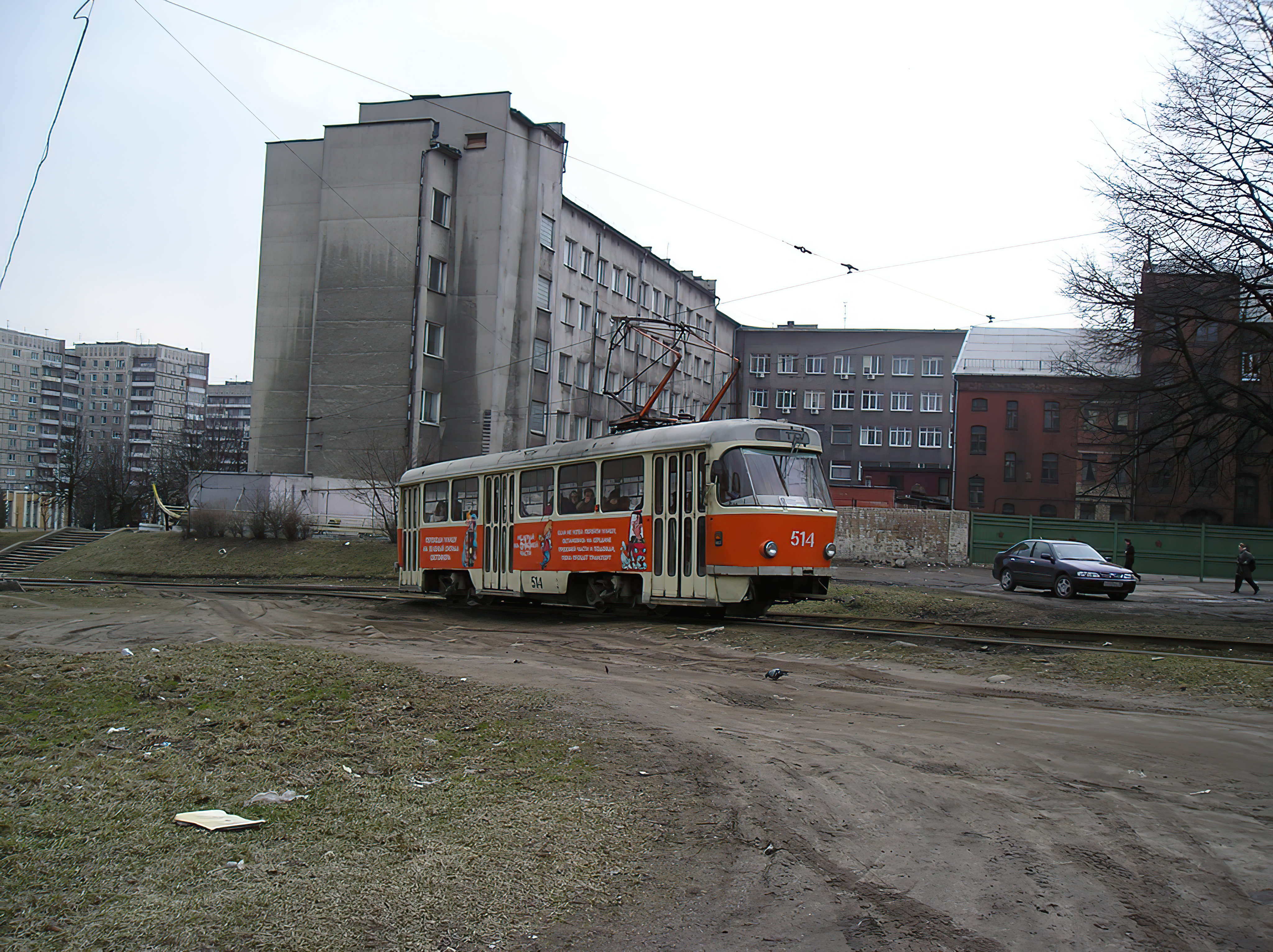
Tatra T4 в Калінінграді
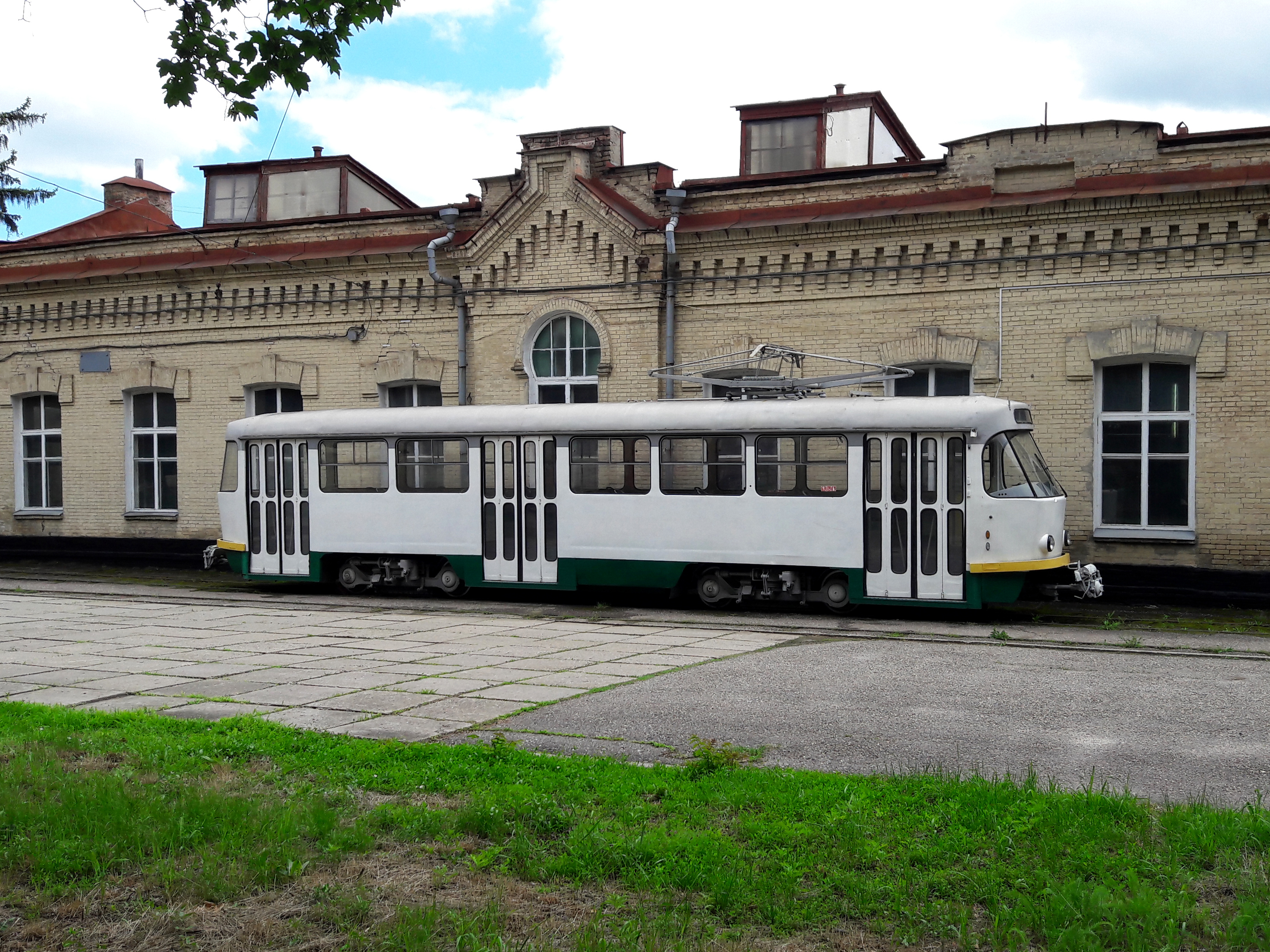
Tatra T4 в П'ятигорську
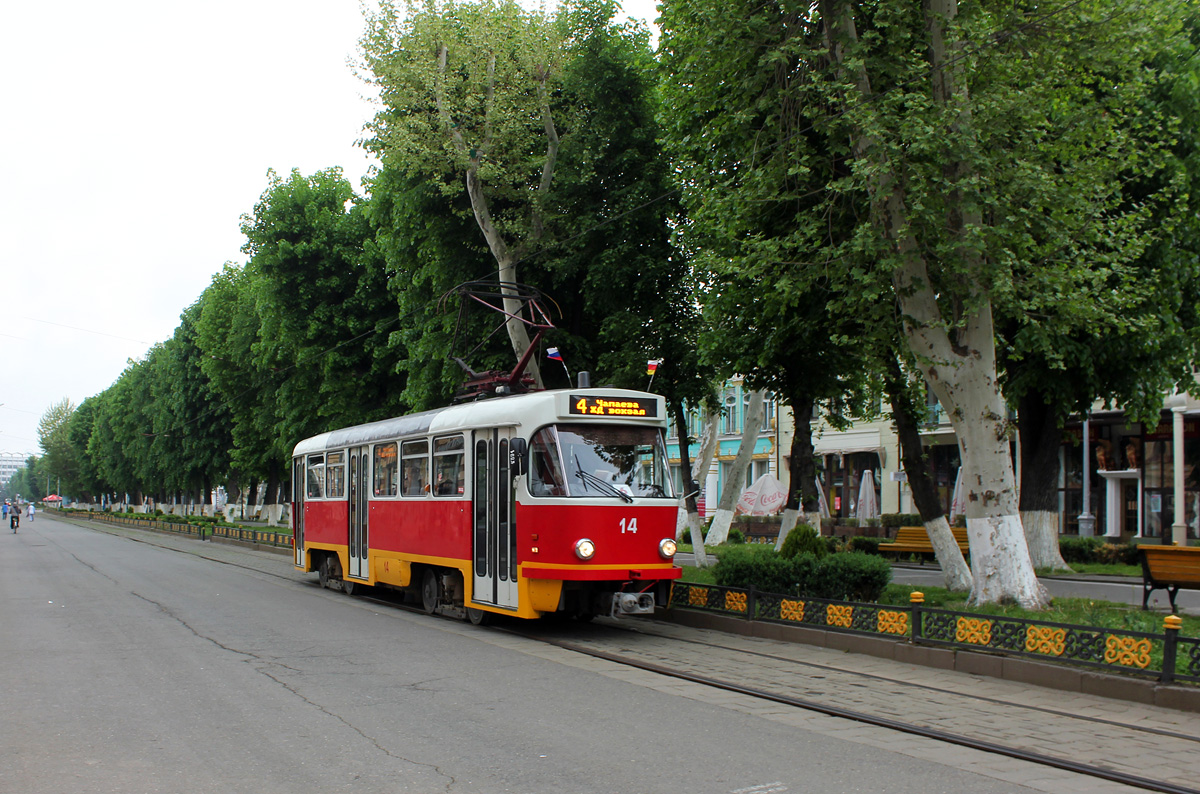
Tatra T4 в Владивостоці